# 京都市電丸太町線
丸太町線（まるたまちせん）は、京都市の丸太町通に敷設されていた京都市電の軌道路線。
明治終期から大正初期に掛けて施行された京都市三大事業の一つである［道路擴築 竝 電氣鐵道敷設事業］及び昭和初期に施行された［都市計畫軌道延長 第二期事業（外劃線）］の一環として建設された。
路線は岡崎から西ノ京までの市街を併用軌道で横断していた。寺町丸太町－烏丸丸太町間は、中立売線（1926年廃止）の狭軌と丸太町線の標準軌からなる「六線共用区間」（三線軌条複線）であった。
1976年（昭和51年）に今出川線、白川線と共に全線が廃止された。

## 沿革
- 1907年（明治40年）3月6日 市会が「道路擴築 竝 電氣鐵道敷設事業案」修正可決
- 1912年（明治45年）6月11日 千本丸太町－烏丸丸太町開業
- 1913年（大正2年）4月16日 烏丸丸太町－熊野神社前開業（京電中立売線との六線共用区間を含む）
- 1923年（大正12年）5月26日 市会が第77号議案を可決し、丸太町線延長路線決定
- 1926年（大正15年）7月14日 中立売線堀川下立売－二条木屋町廃止に伴い、六線共用解消
- 1928年（昭和3年）6月15日 西ノ京円町（後に円町と改称）－千本丸太町開業
- 1930年（昭和5年）
  - 3月2日 熊野神社前－岡崎天王町（後に天王町と改称）開業により、丸太町線全線開業
  - 6月16日 西ノ京変電所開設
- 1940年（昭和15年）12月2日 急行運転開始（日曜祝祭日を除く午前6時－午前9時／午後4時－午後7時）
- 1943年（昭和18年）
  - 2月21日 急行運転強化（日曜祝祭日を含む毎日午前6時－午前10時／午後4時－午後8時）
  - 11月1日 終日急行運転実施（終了期日不明）
- 1962年（昭和37年）3月27日 急行運転開始（日曜祝日を除く午前7時－午前9時）
- 1964年（昭和39年）6月1日 ワンマンカー運行開始（当初3週間は添乗者が付き、一人乗務は6月22日実施）
- 1965年（昭和40年）
  - 8月1日 医師会館の移転に伴い医師会前停留場を丸太町智恵光院停留場に改称。
  - 12月1日 自動車の併用軌道乗入を全面開放
- 1972年（昭和47年）3月6日 西ノ京変電所廃止
- 1976年（昭和51年）
  - 3月31日 「さようなら 今出川・丸太町・白川線」電車運行
  - 4月1日 丸太町線全線廃止し、市バスに転換

## 電停一覧
停留所／交叉する通り（接続、距離、急行停車駅は路線図参照）
- 天王町／白川通
- 岡崎道／岡崎道
- 熊野神社前／東山通
- 丸太町新道
- 川端丸太町／川端通
- 河原町丸太町／河原町通
- 裁判所前／柳馬場通
- 烏丸丸太町／烏丸通
- 府庁前／釜座通
- 堀川丸太町／堀川通
- 丸太町智恵光院／智恵光院通
- 千本丸太町／千本通
- 丸太町七本松／七本松通
- 丸太町御前通／御前通
- 円町／西大路通（当時山陰本線円町駅は未開業）

## 備考
錦林車庫開設まで、川端丸太町にあった引込線で操車を行っていた。